# Tre Allegri Ragazzi Morti

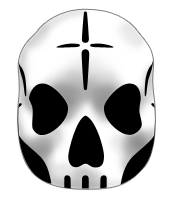
Die Totenkopf-Maske, die die Band während ihrer Konzerte benutzt

Tre Allegri Ragazzi Morti (italienisch für „Drei fröhliche tote Jungs“; abgekürzt TARM) ist eine italienische Punk-Band, die 1994 in Pordenone (Friaul) gegründet wurde.

## Bandgeschichte
Der Musiker und Comiczeichner Davide Toffolo gründete die Tre Allegri Ragazzi Morti 1994. Gründungsmitglied war neben dem Schlagzeuger Luca Masseroni auch der Bassist Stefano Muzzin, der jedoch bald durch Enrico Molteni ersetzt wurde. Toffolo inszenierte die Bandmitglieder in Cinque allegri ragazzi morti gleichzeitig als Comicfiguren, während sie selbst in der Öffentlichkeit ihr Gesicht nicht zeigen und meistens charakteristische Totenkopfmasken tragen. In Eigenproduktion veröffentlichte die Band ihre ersten Alben und begann ausgedehnte Tourneen (auch als Vorgruppe von Faith No More), bis sie von BMG Ricordi entdeckt und unter Vertrag genommen wurde.
Bei BMG Ricordi erschien 1999 das Album Mostri e normali, das der Gruppe zu größerer Bekanntheit verhalf. Doch bald darauf gründete die Band ihr eigenes Label La Tempesta, über das sie ihre weiteren Alben veröffentlichten, angefangen bei La testa indipendente (2001). Ab 2007 erreichten Alben der Tre Allegri Ragazzi Morti regelmäßig die italienischen Albumcharts. Die Gruppe experimentierte in diesen Jahren stilistisch mit Reggae und Swing. 2012 trat sie mit Jovanotti in mehreren italienischen Stadien auf, 2014 erschien das Buch Vent’anni di comunicazione visiva nel laboratorio di Tre allegri ragazzi morti.

## Diskografie
Studioalben

| Jahr | Titel                           | Höchstplatzierung, Gesamtwochen, AuszeichnungChartsChartplatzierungen (Jahr, Titel, Platzierungen, Wochen, Auszeichnungen, Anmerkungen) | Anmerkungen         |
| Jahr | Titel                           | IT | Anmerkungen         |
| ---- | ------------------------------- | --- | ------------------- |
| 1994 | Mondo naif                      | — | Eigenproduktion     |
| 1995 | Allegro pogo morto              | — | Eigenproduktion     |
| 1999 | Mostri e normali                | — | BMG Ricordi         |
| 2001 | La testa indipendente           | — | La Tempesta / Venus |
| 2004 | Il sogno del gorilla bianco     | — | La Tempesta / Venus |
| 2007 | La seconda rivoluzione sessuale | IT56 (2 Wo.)IT | La Tempesta / Venus |
| 2010 | Primitivi del futuro            | IT52 (1 Wo.)IT | La Tempesta / Venus |
| 2012 | Nel giardino dei fantasmi       | IT74 (7 Wo.)IT | La Tempesta / Venus |
| 2016 | Inumani                         | IT20 (4 Wo.)IT | La Tempesta / Venus |
| 2019 | Sindacato dei sogni             | IT79 (1 Wo.)IT | La Tempesta / Venus |
| 2024 | Garage Pordenone                | IT—IT | La Tempesta         |